# Szélporuba
Szélporuba (szlovákul Veterná Poruba) falu Szlovákiában, a Zsolnai kerületben, a Liptószentmiklósi járásban. A 20. század elején nevét Szelesortoványra változtatták.

## Fekvése
Liptószentmiklóstól 4 km-re északkeletre található.

## Története
A falu a 14. században keletkezett az Okolicsányi család birtokán és az övék maradt 1848-ig. Hozzá tartozott az egykori Szentistván falu, melyet 1719-ben egy jégeső semmisített meg.
A 18. század végén Vályi András így ír róla: „PORUBA. Német Poruba, Széles Poruba. Két tót falu Liptó Vármegyében. Német Porubának földes Ura Szent-Iványi Uraság, fekszik Sz. Iványnak szomszédságában, mellynek filiája; Széles Porubának földes Ura Okolicsányi Uraság, ez fekszik Sz. Andráshoz nem meszsze, ’s ennek filiája, lakosai katolikusok, és másfélék is, határbéli földgye Német Porubának nem épen termékeny, mivel határjának 1/3 része homokos, legelője elég, 2/3 része földgyének síkos; fájok is van mind a’ kétféle, első osztálybéliek.”
Fényes Elek 1851-ben kiadott geográfiai szótárában így ír a faluról: „Széles-Poruba, Veterna Poroba, tót falu, Liptó vmegyében, 15 kath., 341 evang. lak. Erdeje derék, fával kereskednek. F. u. Okolicsányi. Ut. p. Okolicsna.”
A trianoni diktátumig Liptó vármegye Liptószentmiklósi járásához tartozott.

## Népessége
| Év:            | 1994. | 2004.   | 2014.   | 2024.   |
| -------------- | ----- | ------- | ------- | ------- |
| Emberek száma: | 360   | 350     | 372     | 362     |
| Eltérés:       |       | -2,77 % | +6,28 % | -2,68 % |

| Év:            | 2023. | 2024.   |
| -------------- | ----- | ------- |
| Emberek száma: | 370   | 362     |
| Eltérés:       |       | -2,16 % |

1910-ben 354, túlnyomórészt szlovák lakosa volt.
2001-ben 344 lakosából 343 szlovák volt.
2011-ben 374 lakosából 343 szlovák.